# Didier Drogba
Didier Yves Drogba Tébily (pronuncia in francese '[didje dʁɔɡba]'; Abidjan, 11 marzo 1978) è un dirigente sportivo ed ex calciatore ivoriano, di ruolo attaccante, presidente e proprietario del Phoenix Rising.
Considerato uno dei più forti attaccanti africani di tutti i tempi. Nelle stagioni 2006-2007 e 2009-2010 è stato capocannoniere della Premier League, realizzando rispettivamente 20 e 29 reti. L'11 marzo 2012 ha realizzato la rete decisiva per la vittoria del Chelsea sullo Stoke City (1-0), diventando così il primo calciatore africano della storia a segnare 100 gol in Premier League. Il 19 maggio 2012 ha condotto il Chelsea alla vittoria della sua prima UEFA Champions League, e nello stesso anno è stato eletto miglior calciatore nella storia dei blues, attraverso un sondaggio condotto tra i tifosi dalla rivista ufficiale del club, mentre il 17 ottobre 2013 ha ricevuto il premio Golden Foot. È il primatista di reti (35) con la maglia del Chelsea nelle competizioni UEFA per club.
Con la nazionale ivoriana ha ottenuto la prima storica qualificazione al mondiale nel 2006: nell'occasione ha anche realizzato la prima rete nel torneo per il suo paese, per il quale detiene il record di gol segnati (65). Il 6 marzo 2012, secondo una precisa statistica riguardante le reti segnate in nazionale e nei club, è stato votato dall'IFFHS migliore goleador del XXI secolo.

## Biografia
Drogba è noto per il proprio legame con la beneficenza: è diventato ambasciatore del Programma delle Nazioni Unite per lo sviluppo nel gennaio del 2007. Ha creato una fondazione benefica in suo nome. Ha tre figli con la moglie maliana Lalla e possiede il passaporto francese. Ha un cugino di secondo grado anch'egli calciatore, Kenneth Zohore, così come i suoi fratelli Freddy e Joël e i suoi cugini Severin Drogba e Olivier Tébily.
Nell'aprile del 2022 si candida alla presidenza della federazione ivoriana (FIF) ma non supera il primo turno ottenendo appena il 16,54% dei voti.
Drogba, insieme alla sua compagna Gabrielle LeMaire, sono proprietari di squadre della serie E1 (campionato di motoscafi elettrici).

## Caratteristiche tecniche
Era un attaccante dotato di grande forza fisica e di un'elevata statura.
Con l’approdo nel Chelsea, dove fu voluto fortemente dal tecnico José Mourinho, migliora molto le sue qualità tecniche trasformandosi in uno degli attaccanti più forti nel panorama europeo, freddo sotto porta e in grado di usare entrambi i piedi, specialista nei calci da fermo e dotato di un tiro preciso e potente dalla lunga distanza; qualità che insieme alle sue doti da leader gli hanno permesso di essere uno degli attaccanti più forti e prolifici della Premier League.

## Carriera

### Club

#### Le Mans
Drogba firma il primo contratto da professionista per la squadra francese del Le Mans. Con la squadra francese ha un avvio stentato; alla prima stagione fa registrare in prima squadra solo 2 presenze. Meglio la stagione successiva: gioca 30 partite segnando 7 reti, mentre l'anno successivo gioca 11 partite da titolare ma rimanendo all'asciutto in quanto a goal.

#### Guingamp e Marsiglia
Nella stagione 2001-2002, a gennaio, lascia il Le Mans per approdare al Guingamp, squadra di Ligue 1, prima divisione francese. Vi resta due anni e mezzo, collezionando 41 presenze e 20 gol (di cui 17 solo nella stagione 2002-2003). Successivamente viene acquistato dall'Olympique de Marseille, e con la squadra francese nella stagione 2003-2004 realizza 19 gol in campionato, 5 in Champions League e 6 in Coppa UEFA (della quale diviene il miglior marcatore stagionale in coabitazione con Kezman, Alan Shearer e S. Anderson). Sempre nel 2004, il suo Marsiglia viene sconfitto in finale di Coppa UEFA dal Valencia per 2-0.

#### Chelsea
(José Mourinho)

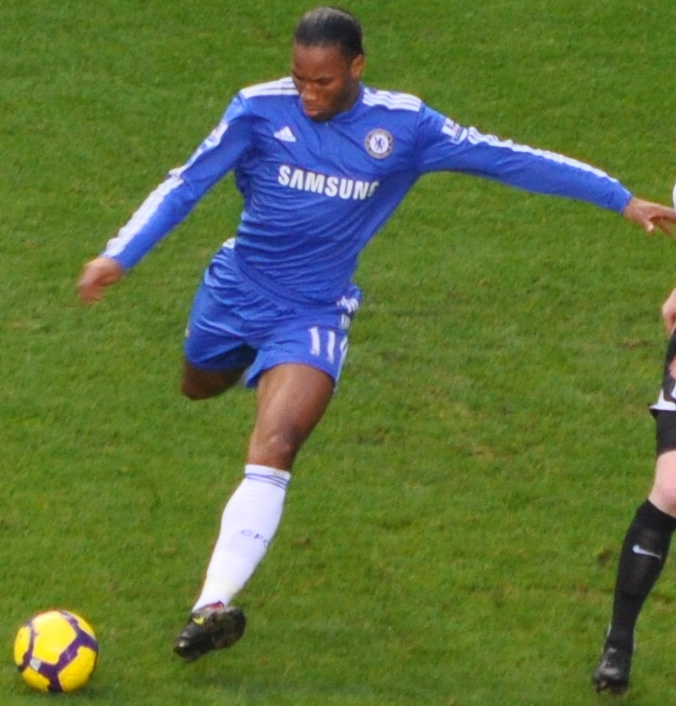
Drogba in azione

Nel 2004 è stato acquistato dal Chelsea per £ 24 milioni (circa € 36 milioni). Mise a segno il suo primo gol con la nuova maglia il 24 agosto 2004 nella partita vinta per 2-0 fuori casa con il Crystal Palace, mentre il 14 settembre realizzò le sue prime in Champions League, con una doppietta (a sua volta, la sua prima con il Chelsea) al Paris Saint-Germain, battuto per 3-0 in trasferta. Il 27 febbraio mise a segno uno dei gol che permisero ai londinesi di vincere la finale di League Cup, superando il Liverpool per 3-2 nei supplementari. Termina la stagione 2004-2005 con 16 gol (10 in campionato, 5 in Champions ed uno in League Cup) in 40 gare (26 in Premier, 9 in Champions, 2 in FA Cup e 4 in League Cup). Il Chelsea vince la Premier League con 95 punti (12 punti in più dell'Arsenal giunto secondo) dopo ben 50 anni e, come detto, la Coppa di Lega inglese.
La stagione 2005-2006 cominciò con una doppietta all'Arsenal nella partita del Community Shield, giocata il 7 agosto 2005 e vinta per 2-1. In campionato andò subito a segno di nuovo contro l'Arsenal, il 21 agosto, decidendo il derby disputato a Stamford Bridge. Nel febbraio 2006 si classificò secondo dietro a Samuel Eto'o nella graduatoria del Calciatore africano dell'anno 2005, superato per soli due voti. Il 25 marzo realizzò una doppietta al Manchester City, battuto per 2-0 in casa. Il 22 aprile andò a segno in finale di FA Cup contro il Liverpool, ma la sua squadra perse la partita per 2-1. Segnò 12 reti in campionato e una in Champions League (in cui il Chelsea fu eliminato agli ottavi dal Barcellona), bissando la vittoria in Premier League dell'anno precedente.

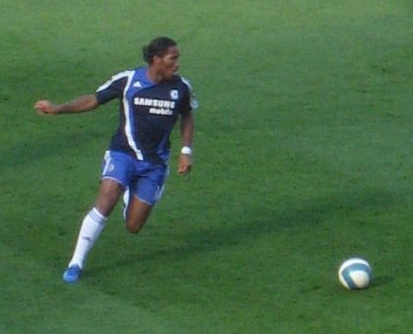
Drogba durante un allenamento col Chelsea

Segnò il suo primo gol nella stagione 2006-2007 il 20 agosto contro il Manchester City, superato per 3-0 a Londra. Il 27 settembre mise a segno la sua prima tripletta con la maglia del Chelsea, quando i blues sconfissero per 3-1 in Bulgaria il Levski Sofia; era dal 1997 che un giocatore del Chelsea non realizzava una tripletta in Europa (l'ultimo era stato Gianluca Vialli nella Coppa delle Coppe di quell'anno). Il 18 ottobre un suo gol permise al Chelsea di battere, per 1-0, il Barcellona campione d'Europa nella fase a gironi di Champions, mentre il 27 novembre mise a segno la sua prima tripletta in Premier, nell'incontro terminato per 4-0 in favore della sua squadra contro il Watford. Il 25 febbraio 2007 realizzò una doppietta nella finale di League Cup vinta per 2-1 contro l'Arsenal a Wembley. Il 1º marzo, quattro giorni dopo, viene per la prima volta eletto Calciatore africano dell'anno (edizione 2006), battendo proprio la concorrenza di Samuel Eto'o, giunto secondo. Il 19 maggio, infine, mette a referto la rete che decide la finale di FA Cup, permettendo ai suoi di battere il Manchester Utd per 1-0 nei supplementari. Ha giocato, in totale, 60 partite (di cui 36 in campionato), segnando 33 gol (di cui 20 in campionato, risultandone il capocannoniere); il Chelsea termina al secondo posto in Premier League.
La stagione 2007-2008 non fu tra le migliori per Drogba, che pure andò subito a segno nella gara esterna vinta per 2-1 con il Reading il 15 agosto. L'ivoriano, infatti, dovette sopportare l'esonero di José Mourinho, che lo aveva fortemente voluto nella sua squadra. Con Avraham Grant il suo spazio si ridusse; riuscì comunque a realizzare una doppietta al Manchester City, battuto per 6-0 in casa il 27 ottobre, e ad andare in gol nei derby con Tottenham (4-4) e Arsenal (vittoria per 2-1), terminando il campionato con soli 8 gol ed il Chelsea al secondo posto. Il 24 febbraio 2008 riuscì a realizzare il gol della bandiera nella finale di League Cup persa per 2-1 con il Tottenham. Ebbe più fortuna in Champions League, in cui realizzò 6 gol in 12 partite, con anche due doppiette, una al Rosenborg, battuto per 4-0 in Norvegia nella fase a gironi, ed una al Liverpool in semifinale, con un gol nei supplementari che garantì ai suoi compagni la finale. Durante la finale di UEFA Champions League 2007-2008, giocata con il Manchester United, viene espulso nei supplementari per una rissa con Nemanja Vidić, diventando il secondo giocatore a venire espulso in una finale di Champions; lo United vincerà poi la gara ai calci di rigore (i tempi regolamentari si erano chiusi sull'1-1).
Anche la stagione successiva non iniziò al meglio, Drogba infatti, a causa di vari infortuni e del maggior utilizzo di Nicolas Anelka, riuscì ad andare a segno per la prima volta solo il 12 novembre nella partita pareggiata per 1-1 (e persa ai rigori) con il Burnley nel quarto turno di FA Cup. Riuscì poi a segnare contro i romeni del CFR Cluj il 9 dicembre (vittoria per 2-1) nella fase a gironi di Champions League, sbloccandosi infine anche in campionato il 26 dicembre seguente nell'incontro casalingo vinto per 2-0 con il West Bromwich. Il 25 febbraio 2009 realizzò il gol che decise l'andata degli ottavi di Champions League, in cui il Chelsea sconfisse per 1-0 la Juventus; andò a segno anche nella partita di ritorno, terminata 2-2, con i londinesi che passarono il turno. Mise a segno due gol anche nei quarti, contro il Liverpool, uno all'andata, in cui il Chelsea vinse per 3-1 ad Anfield, l'altro nel 4-4 interno al ritorno. L'11 aprile mise a referto la sua unica doppietta stagionale, nella partita interna di campionato vinta per 4-3 sul Bolton.

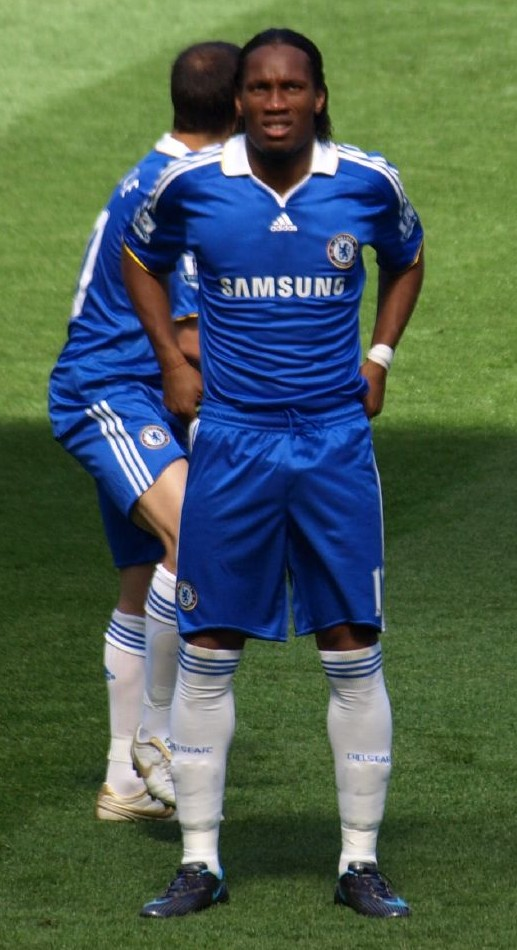
Drogba con la maglia del Chelsea

Nel maggio 2009 è al centro di una polemica per aver aggredito l'arbitro Tom Henning Øvrebø, autore del controverso arbitraggio in occasione della semifinale di ritorno di Champions League tra Chelsea e Barcellona, pareggiata dai catalani con un gol all'ultimo minuto di Andrés Iniesta; i blaugrana, infatti, avevano pareggiato per 0-0 al Camp Nou all'andata, ma grazie all'1-1 al ritorno a Londra accedettero alla finale. A fine mese realizza comunque uno dei due gol nella vittoria contro l'Everton nella finale di FA Cup.
La stagione 2009-2010 si apre con l'arrivo di Carlo Ancelotti sulla panchina del Chelsea, e il 9 agosto vince il Community Shield battendo il Manchester Utd. Apre la sua Premier League 2009-2010 con una doppietta alla prima giornata, il 15 agosto, nella vittoria per 2-1 sullo Hull City, per poi andare a segno contro il Fulham il 23 agosto nel derby in trasferta vinto per 2-0. Il 3 novembre mette a segno una doppietta nella partita della fase a gironi di Champions League pareggiato per 2-2 con l'Atletico Madrid in Spagna. Il 29 novembre realizza una doppietta in un altro derby, quello con l'Arsenal, battuto ad Emirates per 3-0. Ne realizza un'altra il 12 dicembre contro l'Everton (3-3 il risultato finale) ed un'altra ancora all'Arsenal, battuto stavolta per 2-0 a Stamford Bridge, il 7 febbraio 2010. L'11 marzo 2010 la Confédération Africaine de Football gli conferisce per la seconda volta il premio di Calciatore africano dell'anno; nella graduatoria, riferita all'anno solare 2009, l'ivoriano va a precedere Samuel Eto'o e Michael Essien. Il 3 aprile è quindi autore di uno dei due gol con cui il Chelsea espugna l'Old Trafford battendo per 2-1 il Manchester United in un incontro importantissimo per le sorti del campionato. Il 9 maggio, nella partita vinta per 8-0 con il Wigan, aiutandosi con un rigore, realizza la sua prima tripletta stagionale, ed in virtù anche di questo risultato la sua squadra vince il campionato, mentre lui è di nuovo capocannoniere della Premier League, questa volta con 29 reti, suo record personale; inoltre, viene eletto dai tifosi miglior giocatore della stagione. Il 15 maggio è quindi decisivo nella finale di FA Cup, vinta dal Chelsea per 1-0 sul Portsmouth grazie ad una sua rete su calcio di punizione. Nell'inverno 2009 era stato intanto incluso dalla rivista francese France Football fra i 30 candidati al Pallone d'oro: promosso fra i primi 10 candidati, si era poi classificato nono, migliore per il suo team.
Il campionato 2010-2011 inizia con una tripletta al West Bromwich Albion nell'incontro casalingo vinto per 6-0 alla prima giornata di Premier, il 14 agosto. Il 3 ottobre mette a segno, con un colpo di tacco, il primo dei due gol con cui il Chelsea supererà per 2-0 l'Arsenal. Il 3 novembre realizza il suo primo gol stagionale in Champions League, nel 4-1 casalingo inflitto allo Spartak Mosca nella fase a gironi. La stagione prosegue però in maniera altalenante. Il 12 aprile 2011 segna un gol nel ritorno dei quarti di finale di Champions League all'Old Trafford contro il Manchester United, tuttavia inutile visto che i Red Devils riusciranno a ottenere la qualificazione vincendo 2-1. Il Chelsea termina la stagione al secondo posto, dietro lo United, e Drogba realizza appena 13 gol (11 in campionato, 2 in Champions) in 46 partite (di cui 36 in campionato e 7 in Champions). Ancelotti viene esonerato e sostituito dal portoghese André Villas-Boas.

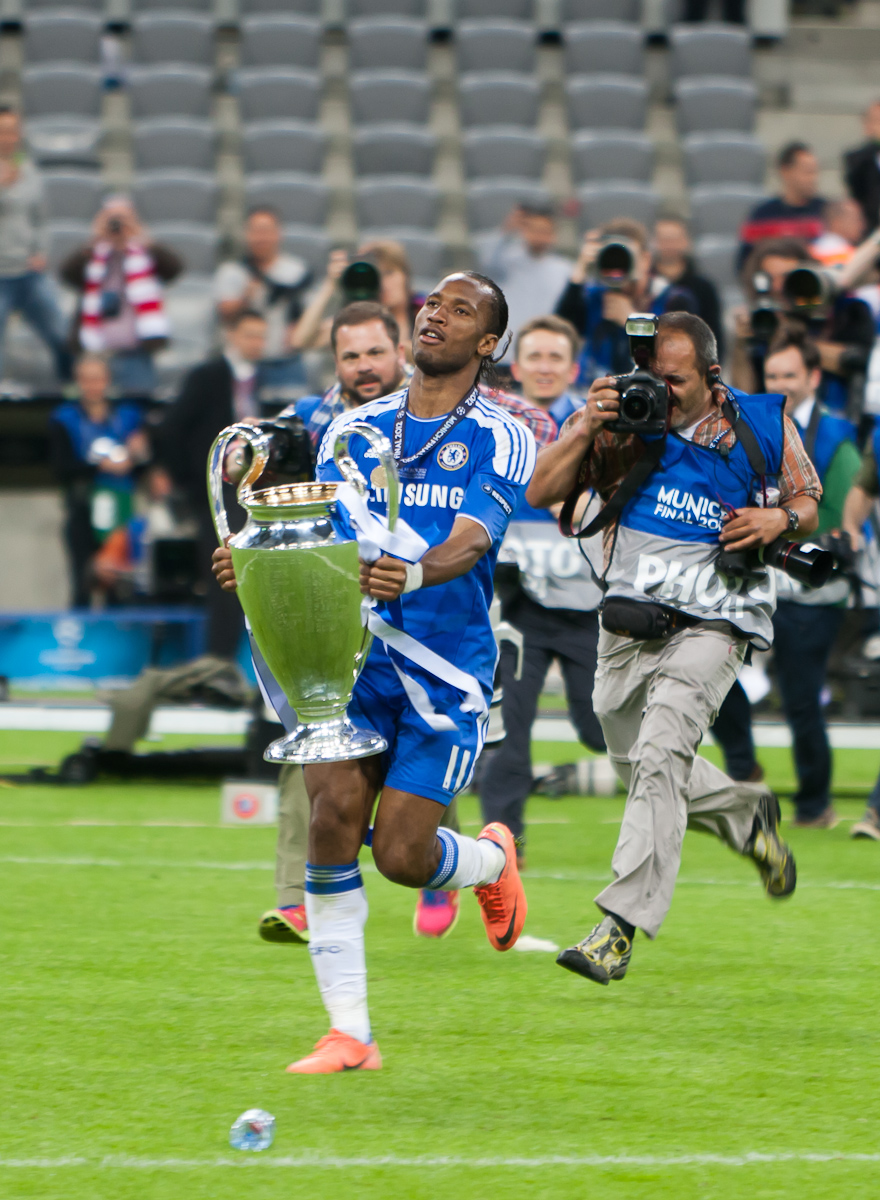
Didier Drogba celebra la vittoria della prima Champions League nella storia del club londinese

La stagione seguente non inizia al meglio: il 27 agosto 2011, durante il match di campionato vinto 3-1 contro il Norwich City, Drogba si scontra con il portiere avversario John Ruddy: nell'impatto subisce un colpo al volto cadendo con il volto per terra e perdendo i sensi. Esce dal campo sanguinante, in barella e con il supporto del respiratore artificiale. L'ivoriano riporta una commozione cerebrale, ma riprende i sensi già durante il trasporto in ospedale. Gli accertamenti seguenti hanno escluso complicazioni e la mattina seguente viene già dimesso dall'ospedale. Il 24 settembre successivo, comunque, segna il suo primo gol stagionale, grazie al quale fissa sul 4-1 il risultato della sfida con lo Swansea City. Il 23 novembre realizza la sua prima rete in questa Champions League, nella sconfitta esterna per 2-1 con il Bayer Leverkusen nella fase a gironi. Il 3 dicembre apre le marcature nella vittoria esterna per 3-0 sul Newcastle Utd, quindi tre giorni dopo mette a segno una doppietta nell'incontro vinto per 3-0 con il Valencia in Champions League, vittoria grazie alla quale la sua squadra si prende il primo posto nel girone. Il 4 marzo 2012, dopo la sconfitta per 1-0 con il West Bromwich Albion, Villas-Boas viene esonerato e sostituito da Roberto Di Matteo. Il 10 marzo un suo gol consegna la vittoria al Chelsea nella prima partita del nuovo allenatore sulla panchina dei blues; a farne le spese è lo Stoke City, battuto per 1-0. Con questo gol, Drogba diventa il primo giocatore africano nella storia a raggiungere quota 100 gol in Premier League. Il 14 marzo mette a segno uno dei gol con cui il Chelsea supera per 4-1 il Napoli nel ritorno degli ottavi di Champions League, rimontando il 3-1 al passivo dell'andata e passando il turno. Il 18 aprile decide l'andata delle semifinali della stessa competizione, battendo i campioni d'Europa del Barcellona per 1-0; il 2-2 del ritorno permetterà al Chelsea di tornare, dopo quattro anni, in finale della massima competizione europea. Il 5 maggio mette a referto il secondo dei due gol con cui il Chelsea batte per 2-1 il Liverpool e vince la FA Cup. Drogba conclude i suoi anni nella squadra londinese nei migliori dei modi. Il 19 maggio, nella finale di UEFA Champions League a Monaco di Baviera, sigla la rete dell'1-1 contro il Bayern Monaco a pochi minuti dal termine, portando le squadre ai supplementari. Durante la lotteria dei rigori, realizzando il tiro decisivo, regala ai blues la prima Champions della loro storia. Il 22 maggio, tramite un comunicato sul sito ufficiale del Chelsea, annuncia che non rinnoverà il suo contratto in scadenza con la formazione londinese. Lascia il Chelsea dopo aver disputato 341 incontri e aver segnato 157 reti.

#### Shanghai Shenhua

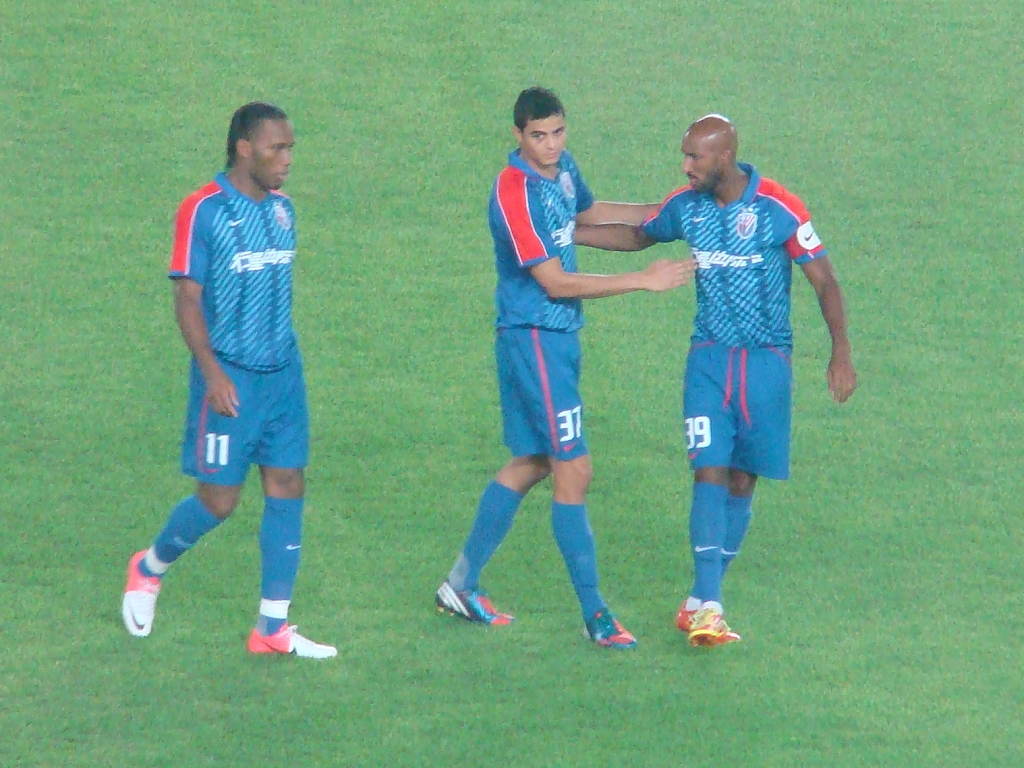
Drogba (a sinistra) con la maglia dello

Dopo la vittoria della Champions League rimane svincolato e il 20 giugno viene acquistato dalla squadra cinese dello Shanghai Shenhua con un contratto dalla durata di due anni e mezzo per un milione al mese. Qui ritrova l'ex compagno Nicolas Anelka e indosserà la maglia numero 11. Esordisce il 22 luglio giocando un bel match, con un assist e varie occasioni da gol. Il 5 agosto segna una doppietta nella partita di campionato contro l'Hangzhou. Nello stesso anno è nella lista dei 23 finalisti per il Pallone d'oro. Dopo aver chiuso il campionato cinese con 11 presenze e 8 gol segnati, il 22 novembre la FIFA gli ha negato il permesso speciale per potersi trasferire in prestito ad uno dei vari club interessati in Europa prima della riapertura del mercato (3 gennaio) per prepararsi al meglio alla Coppa d'Africa che sarebbe iniziata il 19 gennaio seguente. Conclude l'esperienza cinese con 17 presenze e 11 gol segnati in tutto.

#### Galatasaray

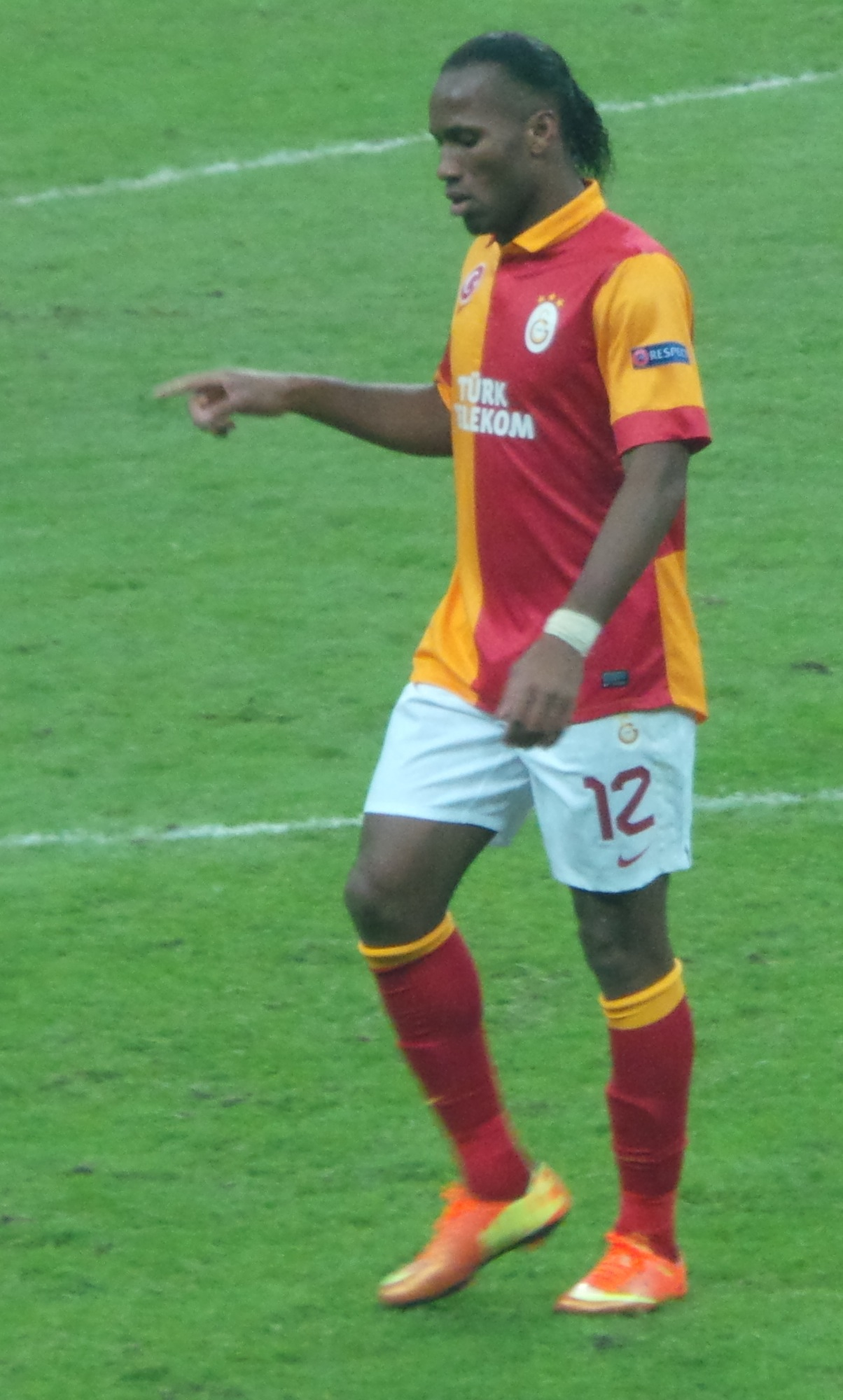
Drogba con la maglia del nel 2013

Il 28 gennaio 2013 il club turco del Galatasaray, tramite il proprio sito ufficiale, annuncia l'ingaggio di Drogba.
Il 30 gennaio però lo Shanghai in un comunicato contesta le modalità del trasferimento dell'ivoriano in Turchia e dichiara di voler adire le vie legali tramite la FIFA. Il club cinese chiede inoltre alla Federcalcio Cinese, la CFA, di annullare il trasferimento del giocatore non concedendogli il transfer mentre il giocatore ritiene il contratto con i cinesi decaduto per inadempienze sullo stipendio. Il 15 febbraio fa il suo esordio con la maglia giallorossa, subentrando al 63' per Umut Bulut, e realizza subito la sua prima rete nella Süper Lig, dopo appena cinque minuti dal suo ingresso, nella gara vinta in trasferta dal Galatasaray per 1-2 sul campo dell'Akhisar Belediyespor. Il 9 aprile nella sfida di ritorno dei quarti di Champions League contro il Real Madrid segna il suo primo gol nella competizione continentale con la maglia dei turchi con un colpo di tacco che infila il portiere dei blancos. Conclude l'annata con 17 presenze e 6 gol in tutto. L'anno seguente tra campionato e coppe segna 14 gol in 36 partite. Complessivamente in un anno e mezzo Drogba ha collezionato 53 presenze e 20 gol.

#### Ritorno al Chelsea
Il 25 luglio 2014 firma un contratto annuale con il Chelsea, facendo così ritorno nel club londinese dopo due stagioni e ritrovando José Mourinho come allenatore. Riprende la maglia numero 11, lasciata libera da Oscar che prende, invece, la maglia numero 8 lasciata libera da Frank Lampard. Esordisce in campionato, subentrando ad Eden Hazard, nella partita vinta per 3-1 contro il Burnley. Il 21 ottobre seguente segna il suo primo gol dal ritorno a Londra, nella vittoria per 6-0 contro il Maribor in Champions League. Cinque giorni più tardi realizza la sua prima rete stagionale in Premier League nel pareggio per 1-1 contro il Manchester Utd all'Old Trafford. Il 1º marzo 2015, grazie alla vittoria per 2-0 contro il Tottenham in finale, conquista la terza Coppa di lega inglese della sua carriera. In questa stagione con 4 gol segnati in 28 partite di Premier League contribuisce anche alla vittoria del suo 4º campionato con il Chelsea. Complessivamente mette insieme 40 presenze (quasi sempre da subentrato nei minuti finali) e 7 gol e a maggio annuncia di voler lasciare il Chelsea per giocare altrove ancora un anno. In tutto con la squadra di Londra ha giocato 381 partite e segnato 164 gol vincendo 14 titoli.

#### Gli ultimi anni in America e il ritiro
Il 27 luglio 2015, dopo essere rimasto svincolato in attesa del permesso di lavoro, viene ufficializzato il suo acquisto da parte dei canadesi dell'Impact de Montréal, squadra militante nella MLS; firma un contratto di 18 mesi a più di 3 milioni di dollari. Segna 23 gol in 41 presenze tra MLS e Canadian Championship.
Il 12 aprile 2017 Drogba annuncia sul proprio profilo Twitter di aver firmato con il Phoenix Rising divenendone anche azionista. Segna 16 gol in 26 partite giocate in due edizioni della USL, campionato americano di secondo livello. Il 21 novembre 2018 appende ufficialmente gli scarpini al chiodo; in tutto con i club ha segnato 307 gol in 705 partite e ha vinto 17 trofei.
Nel frattempo era stato opinionista di BBC Sport per le partite del Mondiale 2018.

### Nazionale

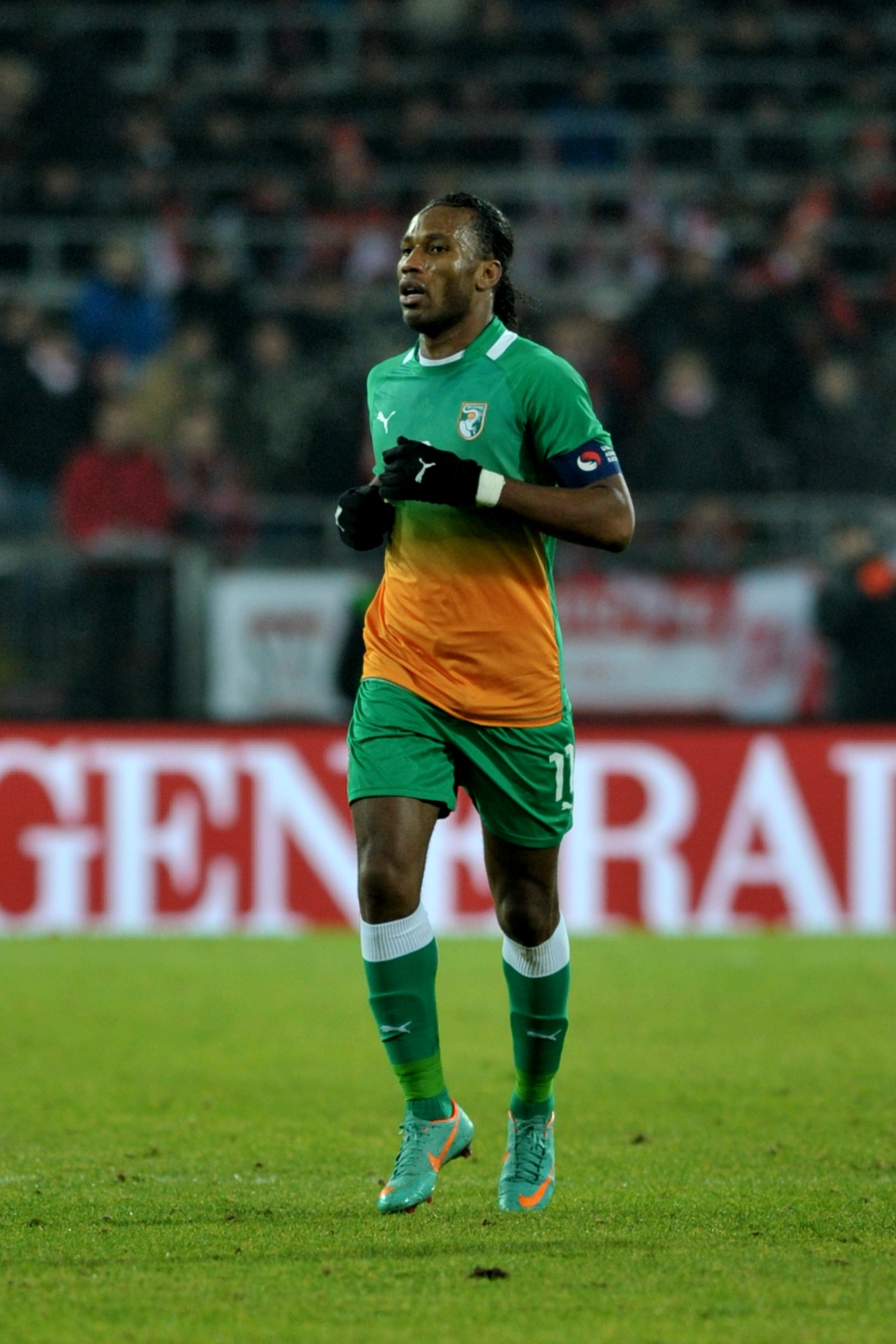
Didier Drogba con la maglia della Costa d'Avorio

Convocato dal CT Robert Nouzaret, fa il suo esordio in nazionale maggiore l'8 settembre 2002, all'età di 24 anni, venendo schierato per la prima volta titolare in occasione della partita casalinga contro il Sudafrica (0-0) valida per le qualificazioni alla Coppa d'Africa 2004, mentre segna il suo primo gol in nazionale alla sua seconda presenza con gli "Elefanti", nella vittoriosa amichevole per 3-0 sul Camerun. Due anni più tardi, il 6 giugno del 2004, scende in campo nel match inaugurale delle qualificazioni mondiali contro la Libia (2-0) in cui, con 9 gol in altrettante presenze, contribuisce alla prima storica qualificazione del suo Paese alla fase finale della Coppa del Mondo.
Nel frattempo viene inserito nella lista dei 26 convocati per disputare la Coppa d'Africa 2006, nella quale Drogba è protagonista con alcuni gol decisivi (tra cui quello al Marocco nella gara d'esordio e alla Nigeria in semifinale). Tuttavia, la Costa d'Avorio viene sconfitta ai rigori per 4-2 dall'Egitto.
Nello stesso anno è nuovamente presente nella lista dei convocati al campionato del mondo 2006. Nella rassegna tedesca totalizza 2 presenze e un gol, nella sconfitta per 2-1 contro l'Argentina.
Nella Coppa d'Africa 2008, Drogba segna due gol rispettivamente contro Benin e Mali, per poi ripetersi nei quarti di finale contro la Guinea. Arrivati in semifinale la Costa d'Avorio rincontra l'Egitto, dal quale verrà nuovamente sconfitta per 4-1.
Durante le qualificazioni per il Mondiale 2010 segna sei gol in cinque partite contribuendo così alla qualificazione della Costa d'Avorio per la Coppa del Mondo FIFA 2010. Nello stesso anno, durante la Coppa d'Africa 2010, Drogba segna solamente un gol in tutta la competizione e la Costa d'Avorio viene eliminata ai quarti di finale dall'Algeria.
Convocato per il campionato del mondo 2010, nell'amichevole contro il Giappone in preparazione della rassegna, subisce una frattura ad un gomito che sembra compromettere la sua presenza in Sudafrica; riesce tuttavia ad esordire nella gara con il Portogallo (primo incontro del girone), segnando persino il gol della bandiera contro il Brasile nel match seguente.
Rientrato nei convocati per la Coppa d'Africa 2012, Drogba sigla la prima rete della sua squadra nella partita contro il Sudan durante la fase ai gironi e si ripete nei quarti di finale con una doppietta ai danni della Guinea Equatoriale. Raggiunta la finale, la Costa d'Avorio viene nuovamente sconfitta dallo Zambia ai calci di rigore. Durante il secondo tempo regolamentare tira alto un rigore che poteva essere decisivo.
Nel gennaio 2013 è nuovamente tra i convocati della Costa d'Avorio per la Coppa d'Africa 2013. Dopo aver vinto il girone, la nazionale ivoriana viene però eliminata il 3 febbraio 2013 nel quarto di finale perso 2-1 contro la Nigeria.
Drogba viene poi nuovamente convocato per il campionato del mondo 2014, in cui esordisce nella partita di apertura contro il Giappone subentrando nel secondo tempo: dopo cinque minuti dalla sostituzione, la Costa d'Avorio ribaltò l'iniziale risultato di 0-1 vincendo la partita per 2-1. Dopo tale competizione, Drogba annuncia il suo ritiro dalla nazionale ivoriana con un record di 65 gol in 105 presenze.

## Statistiche
Tra club e Nazionale maggiore, Drogba ha giocato globalmente 805 partite segnando 370 reti, alla media di 0,45 gol a partita.

### Presenze e reti nei club
Statistiche aggiornate al termine della carriera da calciatore.
| Stagione               | Squadra                | Campionato             | Campionato | Campionato | Coppe nazionali | Coppe nazionali | Coppe nazionali | Coppe continentali | Coppe continentali | Coppe continentali | Altre coppe | Altre coppe | Altre coppe | Totale | Totale |
| Stagione               | Squadra                | Comp                   | Pres       | Reti       | Comp            | Pres            | Reti            | Comp               | Pres               | Reti               | Comp        | Pres        | Reti        | Pres   | Reti   |
| ---------------------- | ---------------------- | ---------------------- | ---------- | ---------- | --------------- | --------------- | --------------- | ------------------ | ------------------ | ------------------ | ----------- | ----------- | ----------- | ------ | ------ |
| 1996-1997              | Levallois              | CN2                    | 11         | 2          | -               | -               | -               | -                  | -                  | -                  | -           | -           | -           | 11     | 2      |
| 1998-1999              | Le Mans                | D2                     | 2          | 0          | CdF+CdL         | 0               | 0               | -                  | -                  | -                  | -           | -           | -           | 2      | 0      |
| 1999-2000              | Le Mans                | D2                     | 30         | 7          | CdF+CdL         | 0+2             | 0               | -                  | -                  | -                  | -           | -           | -           | 32     | 7      |
| 2000-2001              | Le Mans                | D2                     | 11         | 0          | CdF+CdL         | 3+0             | 1               | -                  | -                  | -                  | -           | -           | -           | 14     | 1      |
| 2001-gen.2002          | Le Mans                | D2                     | 21         | 5          | CdF+CdL         | 1+2             | 1+1             | -                  | -                  | -                  | -           | -           | -           | 24     | 7      |
| Totale Le Mans         | Totale Le Mans         | Totale Le Mans         | 64         | 12         |                 | 8               | 3               |                    | -                  | -                  |             | -           | -           | 72     | 15     |
| gen.-giu. 2002         | Guingamp               | D1                     | 11         | 3          | CdF+CdL         | 0               | 0               | -                  | -                  | -                  | -           | -           | -           | 11     | 3      |
| 2002-2003              | Guingamp               | L1                     | 34         | 17         | CdF+CdL         | 3+2             | 4+0             | -                  | -                  | -                  | -           | -           | -           | 39     | 21     |
| Totale Guingamp        | Totale Guingamp        | Totale Guingamp        | 45         | 20         |                 | 5               | 4               |                    | -                  | -                  |             | -           | -           | 50     | 24     |
| 2003-2004              | Olympique Marsiglia    | L1                     | 35         | 19         | CdF+CdL         | 2+2             | 1+1             | UCL+CU             | 8+8                | 5+6                | -           | -           | -           | 55     | 32     |
| 2004-2005              | Chelsea                | PL                     | 26         | 10         | FACup+CdL       | 2+4             | 0+1             | UCL                | 9                  | 5                  | -           | -           | -           | 41     | 16     |
| 2005-2006              | Chelsea                | PL                     | 29         | 12         | FACup+CdL       | 3+1             | 1+0             | UCL                | 7                  | 1                  | CS          | 1           | 2           | 41     | 16     |
| 2006-2007              | Chelsea                | PL                     | 36         | 20         | FACup+CdL       | 6+5             | 3+4             | UCL                | 12                 | 6                  | CS          | 1           | 0           | 60     | 33     |
| 2007-2008              | Chelsea                | PL                     | 19         | 8          | FACup+CdL       | 1+1             | 0+1             | UCL                | 11                 | 6                  | -           | -           | -           | 32     | 15     |
| 2008-2009              | Chelsea                | PL                     | 24         | 5          | FACup+CdL       | 6+2             | 3+1             | UCL                | 10                 | 5                  | -           | -           | -           | 42     | 14     |
| 2009-2010              | Chelsea                | PL                     | 32         | 29         | FACup+CdL       | 3+3             | 3+2             | UCL                | 5                  | 3                  | CS          | 1           | 0           | 44     | 37     |
| 2010-2011              | Chelsea                | PL                     | 36         | 11         | FACup+CdL       | 2+0             | 0               | UCL                | 7                  | 2                  | CS          | 1           | 0           | 46     | 13     |
| 2011-2012              | Chelsea                | PL                     | 24         | 5          | FACup+CdL       | 3+0             | 2               | UCL                | 8                  | 6                  | -           | -           | -           | 35     | 13     |
| 2012                   | Shanghai Shenhua       | CSL                    | 11         | 9          | -               | -               | -               | -                  | -                  | -                  | -           | -           | -           | 11     | 9      |
| gen.-giu. 2013         | Galatasaray            | SL                     | 13         | 5          | TK              | -               | -               | UCL                | 4                  | 1                  | -           | -           | -           | 17     | 6      |
| 2013-2014              | Galatasaray            | SL                     | 24         | 10         | TK              | 3               | 1               | UCL                | 8                  | 2                  | ST          | 1           | 1           | 36     | 14     |
| Totale Galatasaray     | Totale Galatasaray     | Totale Galatasaray     | 37         | 15         |                 | 3               | 1               |                    | 12                 | 3                  |             | 1           | 1           | 53     | 20     |
| 2014-2015              | Chelsea                | PL                     | 28         | 4          | FACup+CdL       | 2+5             | 0+1             | UCL                | 5                  | 2                  | -           | -           | -           | 40     | 7      |
| Totale Chelsea         | Totale Chelsea         | Totale Chelsea         | 254        | 104        |                 | 49              | 22              |                    | 74                 | 36                 |             | 4           | 2           | 381    | 164    |
| 2015                   | Montréal Impact        | MLS                    | 11+3       | 11+1       | CC              | 0               | 0               | CCL                | -                  | -                  | -           | -           | -           | 14     | 12     |
| 2016                   | Montréal Impact        | MLS                    | 22+3       | 10+0       | CC              | 2               | 1               | -                  | -                  | -                  | -           | -           | -           | 27     | 11     |
| Totale Montréal Impact | Totale Montréal Impact | Totale Montréal Impact | 33+6       | 21+1       |                 | 2               | 1               |                    | -                  | -                  |             | -           | -           | 41     | 23     |
| 2017                   | Phoenix Rising         | USL                    | 13+1       | 8+1        |                 | -               | -               |                    | -                  | -                  |             | -           | -           | 14     | 9      |
| 2018                   | Phoenix Rising         | USL                    | 8+4        | 4+3        |                 | -               | -               |                    | -                  | -                  |             | -           | -           | 12     | 7      |
| Totale Phoenix Rising  | Totale Phoenix Rising  | Totale Phoenix Rising  | 21+5       | 12+4       |                 | -               | -               |                    | -                  | -                  |             | -           | -           | 26     | 16     |
| Totale carriera        | Totale carriera        | Totale carriera        | 511+11     | 214+5      |                 | 71              | 33              |                    | 102                | 50                 |             | 5           | 3           | 700    | 305    |

### Cronologia presenze e reti in nazionale
| Cronologia completa delle presenze e delle reti in nazionale ― Costa d'Avorio | Cronologia completa delle presenze e delle reti in nazionale ― Costa d'Avorio | Cronologia completa delle presenze e delle reti in nazionale ― Costa d'Avorio | Cronologia completa delle presenze e delle reti in nazionale ― Costa d'Avorio | Cronologia completa delle presenze e delle reti in nazionale ― Costa d'Avorio | Cronologia completa delle presenze e delle reti in nazionale ― Costa d'Avorio | Cronologia completa delle presenze e delle reti in nazionale ― Costa d'Avorio | Cronologia completa delle presenze e delle reti in nazionale ― Costa d'Avorio |
| Data                                                                          | Città                                                                         | In casa                                                                       | Risultato                                                                     | Ospiti                                                                        | Competizione                                                                  | Reti                                                                          | Note                                                                          |
| ----------------------------------------------------------------------------- | ----------------------------------------------------------------------------- | ----------------------------------------------------------------------------- | ----------------------------------------------------------------------------- | ----------------------------------------------------------------------------- | ----------------------------------------------------------------------------- | ----------------------------------------------------------------------------- | ----------------------------------------------------------------------------- |
| 8-9-2002                                                                      | Abidjan                                                                       | Costa d'Avorio                                                                | 0 – 0                                                                         | Sudafrica                                                                     | Qual. Coppa d'Africa 2004                                                     | -                                                                             | 69’                                                                           |
| 11-2-2003                                                                     | Châteauroux                                                                   | Costa d'Avorio                                                                | 3 – 0                                                                         | Camerun                                                                       | Amichevole                                                                    | 1                                                                             | 63’                                                                           |
| 30-3-2003                                                                     | Bujumbura                                                                     | Burundi                                                                       | 0 – 1                                                                         | Costa d'Avorio                                                                | Qual. Coppa d'Africa 2004                                                     | -                                                                             |                                                                               |
| 30-4-2003                                                                     | Rabat                                                                         | Marocco                                                                       | 0 – 1                                                                         | Costa d'Avorio                                                                | Amichevole                                                                    | -                                                                             | 72’                                                                           |
| 8-6-2003                                                                      | Abidjan                                                                       | Costa d'Avorio                                                                | 6 – 1                                                                         | Burundi                                                                       | Qual. Coppa d'Africa 2004                                                     | 3                                                                             | 46’                                                                           |
| 22-6-2003                                                                     | Polokwane                                                                     | Sudafrica                                                                     | 2 – 1                                                                         | Costa d'Avorio                                                                | Qual. Coppa d'Africa 2004                                                     | -                                                                             |                                                                               |
| 15-11-2003                                                                    | Dakar                                                                         | Senegal                                                                       | 1 – 0                                                                         | Costa d'Avorio                                                                | Amichevole                                                                    | -                                                                             |                                                                               |
| 31-3-2004                                                                     | Tunisi                                                                        | Tunisia                                                                       | 0 – 2                                                                         | Costa d'Avorio                                                                | Amichevole                                                                    | 2                                                                             | 67’                                                                           |
| 28-4-2004                                                                     | Aix-les-Bains                                                                 | Guinea                                                                        | 2 – 4                                                                         | Costa d'Avorio                                                                | Amichevole                                                                    | 1                                                                             |                                                                               |
| 6-6-2004                                                                      | Abidjan                                                                       | Costa d'Avorio                                                                | 2 – 0                                                                         | Libia                                                                         | Qual. Mondiali 2006                                                           | 1                                                                             | 85’ 86’                                                                       |
| 20-6-2004                                                                     | Alessandria                                                                   | Egitto                                                                        | 1 – 2                                                                         | Costa d'Avorio                                                                | Qual. Mondiali 2006                                                           | 1                                                                             |                                                                               |
| 4-7-2004                                                                      | Yaoundé                                                                       | Camerun                                                                       | 2 – 0                                                                         | Costa d'Avorio                                                                | Qual. Mondiali 2006                                                           | -                                                                             |                                                                               |
| 18-8-2004                                                                     | Avignone                                                                      | Costa d'Avorio                                                                | 2 – 1                                                                         | Senegal                                                                       | Amichevole                                                                    | -                                                                             |                                                                               |
| 5-9-2004                                                                      | Abidjan                                                                       | Costa d'Avorio                                                                | 5 – 0                                                                         | Sudan                                                                         | Qual. Mondiali 2006                                                           | 1                                                                             | 40’                                                                           |
| 27-3-2005                                                                     | Abidjan                                                                       | Costa d'Avorio                                                                | 3 – 0                                                                         | Benin                                                                         | Qual. Mondiali 2006                                                           | 2                                                                             | 83’                                                                           |
| 3-6-2005                                                                      | Tripoli                                                                       | Libia                                                                         | 0 – 0                                                                         | Costa d'Avorio                                                                | Qual. Mondiali 2006                                                           | -                                                                             | 78’                                                                           |
| 19-6-2005                                                                     | Abidjan                                                                       | Costa d'Avorio                                                                | 2 – 0                                                                         | Egitto                                                                        | Qual. Mondiali 2006                                                           | 2                                                                             | 82’                                                                           |
| 17-8-2005                                                                     | Montpellier                                                                   | Francia                                                                       | 3 – 0                                                                         | Costa d'Avorio                                                                | Amichevole                                                                    | -                                                                             | 78’                                                                           |
| 4-9-2005                                                                      | Abidjan                                                                       | Costa d'Avorio                                                                | 2 – 3                                                                         | Camerun                                                                       | Qual. Mondiali 2006                                                           | 2                                                                             |                                                                               |
| 8-10-2005                                                                     | Omdurman                                                                      | Sudan                                                                         | 1 – 3                                                                         | Costa d'Avorio                                                                | Qual. Mondiali 2006                                                           | -                                                                             |                                                                               |
| 12-11-2005                                                                    | Le Mans                                                                       | Romania                                                                       | 1 – 2                                                                         | Costa d'Avorio                                                                | Amichevole                                                                    | -                                                                             | Cap. 60’                                                                      |
| 16-11-2005                                                                    | Ginevra                                                                       | Italia                                                                        | 1 – 1                                                                         | Costa d'Avorio                                                                | Amichevole                                                                    | 1                                                                             | 81’                                                                           |
| 17-1-2006                                                                     | Abu Dhabi                                                                     | Giordania                                                                     | 0 – 2                                                                         | Costa d'Avorio                                                                | Amichevole                                                                    | 1                                                                             | 41’                                                                           |
| 21-1-2006                                                                     | Il Cairo                                                                      | Marocco                                                                       | 0 – 1                                                                         | Costa d'Avorio                                                                | Coppa d'Africa 2006 - 1º turno                                                | 1                                                                             | 65’                                                                           |
| 24-1-2006                                                                     | Il Cairo                                                                      | Libia                                                                         | 1 – 2                                                                         | Costa d'Avorio                                                                | Coppa d'Africa 2006 - 1º turno                                                | 1                                                                             | 48’                                                                           |
| 4-2-2006                                                                      | Il Cairo                                                                      | Camerun                                                                       | 0 – 0 dts (11 – 12 dtr)                                                       | Costa d'Avorio                                                                | Coppa d'Africa 2006 - Quarti di finale                                        | -                                                                             |                                                                               |
| 7-2-2006                                                                      | Alessandria                                                                   | Nigeria                                                                       | 0 – 1                                                                         | Costa d'Avorio                                                                | Coppa d'Africa 2006 - Semifinale                                              | 1                                                                             |                                                                               |
| 10-2-2006                                                                     | Il Cairo                                                                      | Egitto                                                                        | 0 – 0 dts (4 – 2 dtr)                                                         | Costa d'Avorio                                                                | Coppa d'Africa 2006 - Finale                                                  | -                                                                             | Cap. 75’                                                                      |
| 1-3-2006                                                                      | Valladolid                                                                    | Spagna                                                                        | 3 – 2                                                                         | Costa d'Avorio                                                                | Amichevole                                                                    | -                                                                             | Cap.                                                                          |
| 27-5-2006                                                                     | Basilea                                                                       | Svizzera                                                                      | 1 – 1                                                                         | Costa d'Avorio                                                                | Amichevole                                                                    | -                                                                             | Cap. 65’                                                                      |
| 30-5-2006                                                                     | Vittel                                                                        | Cile                                                                          | 1 – 1                                                                         | Costa d'Avorio                                                                | Amichevole                                                                    | -                                                                             | Cap. 46’                                                                      |
| 4-6-2006                                                                      | Bondoufle                                                                     | Costa d'Avorio                                                                | 3 – 0                                                                         | Slovenia                                                                      | Amichevole                                                                    | 2                                                                             | Cap. 78’                                                                      |
| 10-6-2006                                                                     | Amburgo                                                                       | Argentina                                                                     | 2 – 1                                                                         | Costa d'Avorio                                                                | Mondiali 2006 - 1º turno                                                      | 1                                                                             | Cap. 91’                                                                      |
| 16-6-2006                                                                     | Stoccarda                                                                     | Paesi Bassi                                                                   | 2 – 1                                                                         | Costa d'Avorio                                                                | Mondiali 2006 - 1º turno                                                      | -                                                                             | Cap. 41’                                                                      |
| 16-8-2006                                                                     | Tours                                                                         | Costa d'Avorio                                                                | 0 – 1                                                                         | Senegal                                                                       | Amichevole                                                                    | -                                                                             | 65’                                                                           |
| 8-10-2006                                                                     | Abidjan                                                                       | Costa d'Avorio                                                                | 5 – 0                                                                         | Gabon                                                                         | Qual. Coppa d'Africa 2008                                                     | -                                                                             |                                                                               |
| 15-11-2006                                                                    | Le Mans                                                                       | Costa d'Avorio                                                                | 1 – 0                                                                         | Svezia                                                                        | Amichevole                                                                    | 1                                                                             | 63’                                                                           |
| 6-2-2007                                                                      | Le Petit-Quevilly                                                             | Costa d'Avorio                                                                | 1 – 0                                                                         | Guinea                                                                        | Amichevole                                                                    | 1                                                                             |                                                                               |
| 21-3-2007                                                                     | Belle Vue Maurel                                                              | Mauritius                                                                     | 0 – 3                                                                         | Costa d'Avorio                                                                | Amichevole                                                                    | -                                                                             | 60’                                                                           |
| 25-3-2007                                                                     | Antsirabe                                                                     | Madagascar                                                                    | 0 – 3                                                                         | Costa d'Avorio                                                                | Qual. Coppa d'Africa 2008                                                     | -                                                                             |                                                                               |
| 3-6-2007                                                                      | Bouaké                                                                        | Costa d'Avorio                                                                | 5 – 0                                                                         | Madagascar                                                                    | Qual. Coppa d'Africa 2008                                                     | 1                                                                             |                                                                               |
| 22-8-2007                                                                     | Parigi                                                                        | Costa d'Avorio                                                                | 0 – 0                                                                         | Egitto                                                                        | Amichevole                                                                    | -                                                                             | 46’                                                                           |
| 17-10-2007                                                                    | Innsbruck                                                                     | Austria                                                                       | 3 – 2                                                                         | Costa d'Avorio                                                                | Amichevole                                                                    | 2                                                                             |                                                                               |
| 17-11-2007                                                                    | Melun                                                                         | Angola                                                                        | 2 – 1                                                                         | Costa d'Avorio                                                                | Amichevole                                                                    | -                                                                             |                                                                               |
| 21-11-2007                                                                    | Doha                                                                          | Qatar                                                                         | 1 – 6                                                                         | Costa d'Avorio                                                                | Amichevole                                                                    | -                                                                             | 46’                                                                           |
| 12-1-2008                                                                     | Kuwait City                                                                   | Kuwait                                                                        | 0 – 2                                                                         | Costa d'Avorio                                                                | Amichevole                                                                    | 1                                                                             | 46’                                                                           |
| 21-1-2008                                                                     | Sekondi-Takoradi                                                              | Nigeria                                                                       | 0 – 1                                                                         | Costa d'Avorio                                                                | Coppa d'Africa 2008 - 1º turno                                                | -                                                                             | 85’                                                                           |
| 25-1-2008                                                                     | Sekondi-Takoradi                                                              | Costa d'Avorio                                                                | 4 – 1                                                                         | Benin                                                                         | Coppa d'Africa 2008 - 1º turno                                                | 1                                                                             | 68’                                                                           |
| 29-1-2008                                                                     | Accra                                                                         | Costa d'Avorio                                                                | 3 – 0                                                                         | Mali                                                                          | Coppa d'Africa 2008 - 1º turno                                                | 1                                                                             | 75’                                                                           |
| 3-2-2008                                                                      | Sekondi-Takoradi                                                              | Costa d'Avorio                                                                | 5 – 0                                                                         | Guinea                                                                        | Coppa d'Africa 2008 - Quarti                                                  | 1                                                                             | 76’                                                                           |
| 7-2-2008                                                                      | Kumasi                                                                        | Costa d'Avorio                                                                | 1 – 4                                                                         | Egitto                                                                        | Coppa d'Africa 2008 - Semifinale                                              | -                                                                             |                                                                               |
| 9-2-2008                                                                      | Kumasi                                                                        | Ghana                                                                         | 4 – 2                                                                         | Costa d'Avorio                                                                | Coppa d'Africa 2008 - Finale 3º posto                                         | -                                                                             |                                                                               |
| 19-11-2008                                                                    | Tel Aviv                                                                      | Israele                                                                       | 2 – 2                                                                         | Costa d'Avorio                                                                | Amichevole                                                                    | -                                                                             | 60’                                                                           |
| 11-2-2009                                                                     | Smirne                                                                        | Turchia                                                                       | 1 – 1                                                                         | Costa d'Avorio                                                                | Amichevole                                                                    | 1                                                                             | 81’                                                                           |
| 29-3-2009                                                                     | Abidjan                                                                       | Costa d'Avorio                                                                | 5 – 0                                                                         | Malawi                                                                        | Qual. Mondiali 2010                                                           | 2                                                                             | 78’                                                                           |
| 7-6-2009                                                                      | Conakry                                                                       | Guinea                                                                        | 1 – 2                                                                         | Costa d'Avorio                                                                | Qual. Mondiali 2010                                                           | -                                                                             |                                                                               |
| 13-6-2009                                                                     | Abidjan                                                                       | Costa d'Avorio                                                                | 2 – 1                                                                         | Camerun                                                                       | Amichevole                                                                    | 1                                                                             | 30’                                                                           |
| 20-6-2009                                                                     | Ouagadougou                                                                   | Burkina Faso                                                                  | 2 – 3                                                                         | Costa d'Avorio                                                                | Qual. Mondiali 2010                                                           | 1                                                                             |                                                                               |
| 5-9-2009                                                                      | Abidjan                                                                       | Costa d'Avorio                                                                | 5 – 0                                                                         | Burkina Faso                                                                  | Qual. Mondiali 2010                                                           | 2                                                                             | 85’                                                                           |
| 10-10-2009                                                                    | Blantyre                                                                      | Malawi                                                                        | 1 – 1                                                                         | Costa d'Avorio                                                                | Qual. Mondiali 2010                                                           | 1                                                                             | 65’                                                                           |
| 4-1-2010                                                                      | Dar es Salaam                                                                 | Tanzania                                                                      | 0 – 1                                                                         | Costa d'Avorio                                                                | Amichevole                                                                    | 1                                                                             | 46’                                                                           |
| 7-1-2010                                                                      | Dar es Salaam                                                                 | Costa d'Avorio                                                                | 2 – 0                                                                         | Ruanda                                                                        | Amichevole                                                                    | -                                                                             | 69’                                                                           |
| 11-1-2010                                                                     | Cabinda                                                                       | Costa d'Avorio                                                                | 0 – 0                                                                         | Burkina Faso                                                                  | Coppa d'Africa 2010 - 1º turno                                                | -                                                                             |                                                                               |
| 15-1-2010                                                                     | Cabinda                                                                       | Costa d'Avorio                                                                | 3 – 1                                                                         | Ghana                                                                         | Coppa d'Africa 2010 - 1º turno                                                | 1                                                                             |                                                                               |
| 24-1-2010                                                                     | Cabinda                                                                       | Costa d'Avorio                                                                | 2 – 3 dts                                                                     | Algeria                                                                       | Coppa d'Africa 2010 - Quarti di finale                                        | -                                                                             |                                                                               |
| 3-3-2010                                                                      | Londra                                                                        | Costa d'Avorio                                                                | 0 – 2                                                                         | Corea del Sud                                                                 | Amichevole                                                                    | -                                                                             |                                                                               |
| 30-5-2010                                                                     | Thonon-les-Bains                                                              | Paraguay                                                                      | 2 – 2                                                                         | Costa d'Avorio                                                                | Amichevole                                                                    | 1                                                                             | Cap.                                                                          |
| 4-6-2010                                                                      | Sion                                                                          | Costa d'Avorio                                                                | 2 – 0                                                                         | Giappone                                                                      | Amichevole                                                                    | -                                                                             | Cap. 18’                                                                      |
| 15-6-2010                                                                     | Port Elizabeth                                                                | Costa d'Avorio                                                                | 0 – 0                                                                         | Portogallo                                                                    | Mondiali 2010 - 1º turno                                                      | -                                                                             | 66’                                                                           |
| 20-6-2010                                                                     | Johannesburg                                                                  | Brasile                                                                       | 3 – 1                                                                         | Costa d'Avorio                                                                | Mondiali 2010 - 1º turno                                                      | 1                                                                             | Cap.                                                                          |
| 25-6-2010                                                                     | Nelspruit                                                                     | Corea del Nord                                                                | 0 – 3                                                                         | Costa d'Avorio                                                                | Mondiali 2010 - 1º turno                                                      | -                                                                             | Cap.                                                                          |
| 8-2-2011                                                                      | Abidjan                                                                       | Costa d'Avorio                                                                | 1 – 0                                                                         | Mali                                                                          | Amichevole                                                                    | -                                                                             |                                                                               |
| 27-3-2011                                                                     | Accra                                                                         | Costa d'Avorio                                                                | 2 – 1                                                                         | Benin                                                                         | Qual. Coppa d'Africa 2012                                                     | 2                                                                             |                                                                               |
| 5-6-2011                                                                      | Cotonou                                                                       | Benin                                                                         | 2 – 6                                                                         | Costa d'Avorio                                                                | Qual. Coppa d'Africa 2012                                                     | 2                                                                             | 88’                                                                           |
| 10-8-2011                                                                     | Carouge                                                                       | Costa d'Avorio                                                                | 4 – 3                                                                         | Israele                                                                       | Amichevole                                                                    | 1                                                                             | Cap.                                                                          |
| 9-10-2011                                                                     | Abidjan                                                                       | Costa d'Avorio                                                                | 2 – 1                                                                         | Burundi                                                                       | Qual. Coppa d'Africa 2012                                                     | -                                                                             | 48’                                                                           |
| 13-1-2012                                                                     | Abu Dhabi                                                                     | Costa d'Avorio                                                                | 2 – 0                                                                         | Tunisia                                                                       | Amichevole                                                                    | 1                                                                             | Cap. 76’                                                                      |
| 16-1-2012                                                                     | Abu Dhabi                                                                     | Costa d'Avorio                                                                | 1 – 0                                                                         | Libia                                                                         | Amichevole                                                                    | -                                                                             | Cap.                                                                          |
| 22-1-2012                                                                     | Malabo                                                                        | Costa d'Avorio                                                                | 1 – 0                                                                         | Sudan                                                                         | Coppa d'Africa 2012 - 1º turno                                                | 1                                                                             | Cap.                                                                          |
| 26-1-2012                                                                     | Malabo                                                                        | Costa d'Avorio                                                                | 2 – 0                                                                         | Burkina Faso                                                                  | Coppa d'Africa 2012 - 1º turno                                                | -                                                                             | Cap.                                                                          |
| 30-1-2012                                                                     | Malabo                                                                        | Costa d'Avorio                                                                | 2 – 0                                                                         | Angola                                                                        | Coppa d'Africa 2012 - 1º turno                                                | -                                                                             | 79’                                                                           |
| 4-2-2012                                                                      | Malabo                                                                        | Costa d'Avorio                                                                | 3 – 0                                                                         | Guinea Equatoriale                                                            | Coppa d'Africa 2012 - Quarti di finale                                        | 2                                                                             | Cap.                                                                          |
| 8-2-2012                                                                      | Libreville                                                                    | Costa d'Avorio                                                                | 1 – 0                                                                         | Mali                                                                          | Coppa d'Africa 2012 - Semifinale                                              | -                                                                             | Cap.                                                                          |
| 12-2-2012                                                                     | Libreville                                                                    | Zambia                                                                        | 0 – 0 dts (8 – 7 dtr)                                                         | Costa d'Avorio                                                                | Coppa d'Africa 2012 - Finale                                                  | -                                                                             | Cap.                                                                          |
| 2-6-2012                                                                      | Abidjan                                                                       | Costa d'Avorio                                                                | 2 – 0                                                                         | Tanzania                                                                      | Qual. Mondiali 2014                                                           | 1                                                                             |                                                                               |
| 9-6-2012                                                                      | Marrakech                                                                     | Marocco                                                                       | 2 – 2                                                                         | Costa d'Avorio                                                                | Qual. Mondiali 2014                                                           | -                                                                             | Cap. 85’                                                                      |
| 15-8-2012                                                                     | Mosca                                                                         | Russia                                                                        | 1 – 1                                                                         | Costa d'Avorio                                                                | Amichevole                                                                    | -                                                                             | Cap.                                                                          |
| 8-9-2012                                                                      | Abidjan                                                                       | Costa d'Avorio                                                                | 4 – 2                                                                         | Senegal                                                                       | Qual. Coppa d'Africa 2013                                                     | 1                                                                             | Cap. 90’                                                                      |
| 13-10-2012                                                                    | Dakar                                                                         | Senegal                                                                       | 0 – 2                                                                         | Costa d'Avorio                                                                | Qual. Coppa d'Africa 2013                                                     | 2                                                                             | Cap.                                                                          |
| 14-11-2012                                                                    | Linz                                                                          | Austria                                                                       | 0 – 3                                                                         | Costa d'Avorio                                                                | Amichevole                                                                    | 1                                                                             | 59’                                                                           |
| 14-1-2013                                                                     | Abu Dhabi                                                                     | Costa d'Avorio                                                                | 4 – 2                                                                         | Egitto                                                                        | Amichevole                                                                    | -                                                                             | 46’ 77’                                                                       |
| 22-1-2013                                                                     | Rustenburg                                                                    | Costa d'Avorio                                                                | 2 – 1                                                                         | Togo                                                                          | Coppa d'Africa 2013 - 1º turno                                                | -                                                                             | Cap. 74’                                                                      |
| 26-1-2013                                                                     | Rustenburg                                                                    | Costa d'Avorio                                                                | 3 – 0                                                                         | Tunisia                                                                       | Coppa d'Africa 2013 - 1º turno                                                | -                                                                             | 68’                                                                           |
| 30-1-2013                                                                     | Rustenburg                                                                    | Algeria                                                                       | 2 – 2                                                                         | Costa d'Avorio                                                                | Coppa d'Africa 2013 - 1º turno                                                | 1                                                                             | Cap.                                                                          |
| 3-2-2013                                                                      | Rustenburg                                                                    | Costa d'Avorio                                                                | 1 – 2                                                                         | Nigeria                                                                       | Coppa d'Africa 2013 - Quarti di finale                                        | -                                                                             | Cap.                                                                          |
| 14-8-2013                                                                     | East Rutherford                                                               | Messico                                                                       | 4 – 1                                                                         | Costa d'Avorio                                                                | Amichevole                                                                    | 1                                                                             | 46’                                                                           |
| 7-9-2013                                                                      | Abidjan                                                                       | Costa d'Avorio                                                                | 1 – 1                                                                         | Marocco                                                                       | Qual. Mondiali 2014                                                           | 1                                                                             | Cap.                                                                          |
| 12-10-2013                                                                    | Abidjan                                                                       | Costa d'Avorio                                                                | 3 – 1                                                                         | Senegal                                                                       | Qual. Mondiali 2014                                                           | 1                                                                             | Cap. 77’                                                                      |
| 16-11-2013                                                                    | Casablanca                                                                    | Senegal                                                                       | 1 – 1                                                                         | Costa d'Avorio                                                                | Qual. Mondiali 2014                                                           | -                                                                             | Cap.                                                                          |
| 5-3-2014                                                                      | Bruxelles                                                                     | Belgio                                                                        | 2 – 2                                                                         | Costa d'Avorio                                                                | Amichevole                                                                    | 1                                                                             | 46’                                                                           |
| 30-5-2014                                                                     | Saint Louis                                                                   | Bosnia ed Erzegovina                                                          | 2 – 1                                                                         | Costa d'Avorio                                                                | Amichevole                                                                    | 1                                                                             | 63’                                                                           |
| 4-6-2014                                                                      | Frisco                                                                        | El Salvador                                                                   | 1 – 2                                                                         | Costa d'Avorio                                                                | Amichevole                                                                    | 1                                                                             | 63’                                                                           |
| 14-6-2014                                                                     | Recife                                                                        | Costa d'Avorio                                                                | 2 – 1                                                                         | Giappone                                                                      | Mondiali 2014 - 1º turno                                                      | -                                                                             | 62’                                                                           |
| 19-6-2014                                                                     | Brasilia                                                                      | Colombia                                                                      | 2 – 1                                                                         | Costa d'Avorio                                                                | Mondiali 2014 - 1º turno                                                      | -                                                                             | 60’                                                                           |
| 24-6-2014                                                                     | Fortaleza                                                                     | Grecia                                                                        | 2 – 1                                                                         | Costa d'Avorio                                                                | Mondiali 2014 - 1º turno                                                      | -                                                                             | Cap. 37’ 79’                                                                  |
| Totale                                                                        |                                                                               | Presenze (4º posto)                                                           | 105                                                                           |                                                                               | Reti (1º posto)                                                               | 65                                                                            |                                                                               |

## Palmarès

### Club

#### Competizioni nazionali
- Coppa di Lega inglese: 3

Chelsea: 2004-2005, 2006-2007, 2014-2015
- Campionato inglese: 4

Chelsea: 2004-2005, 2005-2006, 2009-2010, 2014-2015
- Community Shield: 2

Chelsea: 2005, 2009
- Coppa d'Inghilterra: 4

Chelsea: 2006-2007, 2008-2009, 2009-2010, 2011-2012
- Campionato turco: 1

Galatasaray: 2012-2013
- Supercoppa di Turchia: 1

Galatasaray: 2013
- Coppa di Turchia: 1

Galatasaray: 2013-2014

#### Competizioni internazionali
- UEFA Champions League: 1

Chelsea: 2011-2012

### Individuale
- Calciatore africano Under-21 dell'anno: 2

2003, 2004
- Capocannoniere della Coppa UEFA: 1

2003-2004 (6 gol)
- Trophées UNFP du football: 3

Miglior giocatore della Ligue 1: 2004
Squadra ideale della Ligue 1: 2004
Gol più bello: 2004
- Calciatore africano dell'anno: 2

2006, 2009
- ESM Team of the Year: 1

2006-2007
- FIFA/FIFPro World XI: 1

2006-2007
- Capocannoniere della Premier League: 2

2006-2007 (20 gol), 2009-2010 (29 gol)
- BBC African Footballer of the Year: 1

2009
- Capocannoniere della Coppa d'Africa: 1

Gabon-Guinea Eq. 2012 (3 gol)
- Golden Foot: 1

2013